# ビールとジュース
『ビールとジュース』は、2015年5月20日にavex traxから発売されたサ上と中江のデビュー・ミニ・アルバム。

## 概要
「サ上と中江」はヒップホップグループ・サイプレス上野とロベルト吉野のラップ担当のサイプレス上野とガールズ・ダンス&ボーカルグループ・東京女子流の中江友梨によるユニットで、MTV JAPANの番組『サイプレス上野と中江友梨の青春日記』から生まれた。
CD+DVD (AVCD-93142/B) とCDのみ (AVCD-93143) の2形態がある。
アルバムリード曲の「SO.RE.NA」は、2015年3月26日に新木場STUDIO COASTにて行われた『Ustream Sound Gradation』で初めて披露された。「よっしゃっしゃっすREMIX」はサイプレス上野とロベルト吉野の楽曲「よっしゃっしゃっす〆」のカバーである。「SO.RE.NA (SWG REMIX)」はリミックスをスチャダラパーのSHINCOが担当している。

## 収録内容

### CD
1. よっしゃっしゃっすREMIX
作詞：サイプレス上野・中江友梨、作曲・編曲：ドリームトラクターズ（サイプレス上野とBEAT武士）
2. SO.RE.NA
作詞：サイプレス上野・中江友梨、作曲・編曲：BEAT武士・Yasterize
3. 売命行為
作詞：サイプレス上野・中江友梨、作曲・編曲：藤原大輔（MU-STAR GROUP）
4. HGB
作詞：サイプレス上野・中江友梨、作曲・編曲：サイプレス上野、レフェリー：MIC大将
5. Too Shy Boy
作詞：サイプレス上野・中江友梨、作曲：KASHIF（PPP）・grooveman Spot、編曲：grooveman Spot
6. WE GOTTA GO
作詞：サイプレス上野・中江友梨、作曲・編曲：Lil' Yukichi
7. SO.RE.NA (SWG REMIX)
リミックス：SHINCO（スチャダラパー）

### DVD
1. SO.RE.NA -Music Video-
ミュージックビデオ監督：easeback（森諭）[3]
2. サイプレス上野と中江友梨の青春日記